# Angelo Mai
Angelo Mai (Schilpario, 7 marzo 1782 – Castel Gandolfo, 9 settembre 1854) è stato un cardinale, teologo e filologo classico italiano, celebre per il ritrovamento da parte sua di alcuni frammenti perduti del De re publica di Marco Tullio Cicerone.

## Biografia
Il futuro cardinale nasce a Schilpario il 7 marzo 1782 in una famiglia modesta ma abbastanza agiata, figlio di Angelo Mai (carbonaio, dei Maifredi) e di Pietra Mai (dei Batistei). La famiglia di Angelo era composta, oltre che dai due genitori, da cinque figli di cui due morirono piccoli. I discendenti furono i figli della sorella Angela e quelli dello zio Manfredo che aveva preso sotto tutela la famiglia dopo la morte del padre. Il fratello Pecino Pietro non ebbe figli.
Quattro sono i periodi principali della sua vita: quello bergamasco dal 1782 al 1799; quello della preparazione religiosa dal 1799 al 1810; quello milanese dell’Ambrosiana dal 1810 al 1819 e quello romano dal 1819 al 1854. La sua esistenza fu condizionata dagli eventi politici di quel periodo, dalla venuta di Napoleone a quello della Repubblica romana del 1849.
Rimasto orfano del padre in tenera età, sotto tutela del predetto zio e del parroco del paese, viene avviato agli studi elementari in parrocchia, poi nel 1796 alle vicine scuole di Clusone, quindi al seminario vescovile di Bergamo. Con l'invasione francese di Napoleone il seminario fu chiuso e Angelo tornò a casa.
Successivamente nel 1799 si recò a Colorno presso i Gesuiti, dove compi il noviziato e studiò filosofia insieme ad altri due suoi compaesani. Nel 1803 si trovava nel Convitto san Rocco di Parma dove studiò l’ebraico.
Non tornò mai più al paese natale.
Dopo un periodo vissuto a Napoli nel 1804 per far rinascere la Compagnia di Gesù nel 1806 si ritrasse a Roma presso il Collegio Romano per sostenere l'esame di teologia e di filosofia, Nel 1808 a Orvieto venne ordinato sacerdote, entrò nella compagnia di Gesù e si dedicò agli studi di paleografia. Per motivi politici fu costretto a tornare nella sua provincia natale e a mettersi in viaggio per Milano, dove visse per qualche anno. Dal 1810 fu ammesso tra gli scrittori e i dottori della Biblioteca Ambrosiana per la classe delle lingue orientali, vi rimase fino al 1819.
Nel 1819 torna a Roma, lascia la Compagnia di Gesù e viene nominato da Pio IX prefetto della Biblioteca Vaticana, successivamente fu elevato alla porpora cardinalizia da Gregorio XVI il 12 febbraio 1838. Grande studioso classico attese per un quarantennio alla ricerca e alla pubblicazione di testi, anche se con metodo filologico imperfetto e sommario; mediante lo studio dei palinsesti, che solo con lui diventò sistematico, giunse a grandiose scoperte di testi classici. Fra l’altro, uno straordinario ritrovamento riguardò la scoperta dei libri della “De repubblica” di Cicerone per il quale Giacomo Leopardi dedico una canzone intitolata “ad Angelo Maj”.
Gli studi filologici ed i conseguenti eccezionali ritrovamenti e i recuperi operati prima alla Biblioteca Ambrosiana e in seguito alla Biblioteca Vaticana, non sono da attribuire solo a circostanze fortunate, ma furono il frutto di una ricerca sistematica, di una costante e intelligente inclinazione e applicazione all'indagine. Si occupò molti altri incarichi con svariati argomenti. Apprese che con l'uso di una spugna imbevuta di acido gallico, estratto dalle noci di galla polverizzate e inumidite, si poteva rendere visibile l'inchiostro sbiadito del testo abraso e riportare alla luce antiche e preziose testimonianze.
Rinvenne l'epistolario dello scrittore latino Marco Cornelio Frontone, opera indispensabile per conoscere meglio la vita imperiale e privata di imperatori quali Marco Aurelio, Lucio Vero ed Antonino Pio. Scoprì, nel dicembre del 1819, ampi frammenti di una delle più importanti opere politiche di Marco Tullio Cicerone: il De re publica. La scoperta avvenne in un manoscritto palinsesto bobbiese (Vat. Lat. 5757) che riportava il Commenti ai Salmi di Sant'Agostino (scritto nel VII secolo). Mai si aiutò con reagenti chimici a base di tannini (ad esempio l'acido gallico) che gli permisero di portare alla luce ampie parti dell'opera ciceroniana (I-V libro).
Scoprì la più importante delle orazioni di Iseo (Περὶ τοῦ Κλεωνύμου κλήρου, "Per l'eredità di Cleonimo").
Scoprì i cosiddetti Vaticana Fragmenta che contengono passi dei giuristi Paolo, Papiniano, Ulpiano e passi di costituzioni imperiali, in particolar modo di Diocleziano.
Angelo Mai è una figura fondamentale anche per lo studio degli Apocrifi dell'Antico Testamento. Attorno al 1825 acquisì per la Biblioteca Vaticana un manoscritto del testo etiopico del Libro di Enoch proveniente dalla Biblioteca del Card. Leonardo Antonelli, rendendolo per la prima volta disponibile alla ricerca internazionale. Mai ignorava l'origine del manoscritto, ma è stato recentemente dimostrato che esso proveniva dall'esploratore James Bruce che lo aveva donato al papa Clemente XIV durante una sua visita a Roma nel dicembre 1773. Nel 1844 Mai pubblicò anche dei frammenti greci inediti dello stesso Libro di Enoch, da lui scoperti alla Biblioteca Vaticana in una nota ai margini di un manoscritto dell'XI secolo.
Nel 1853 ad Albano Laziale fece testamento: destinò del denaro ai poveri di Schilpario, ai suoi segretari e servitori e stabilì che la sua ricca biblioteca fosse stimata e venduta; in caso di acquisto da parte del papa, sarebbe stata venduta alla metà del prezzo. E così avvenne. Muore improvvisamente a Castel Gandolfo nel 1854, dove si era recato per riposo e forse per sfuggire al colera che in quei giorni mieteva vittime a Roma. Gli furono tributati solenni funerali sia a Bergamo, nella basilica di S. Maria Maggiore, sia a Roma dove fu seppellito, alla presenza di Pio IX e di numerosi cardinali, nel transetto sinistro della basilica di S. Anastasia al Palatino (di cui aveva il titolo presbiteriale), in un superbo sarcofago monumentale ad opera dello scultore neoclassico Giovanni Maria Benzoni, con un epitaffio da lui stesso dettato.
Il paese natio riconoscente gli dedicò la piazza principale (già della Croce) prossima alle case avite su una delle quali fu apposta una lapide. Nella chiesa del paese venne posizionato un monumento con busto nella navata e un ritratto in sagrestia.

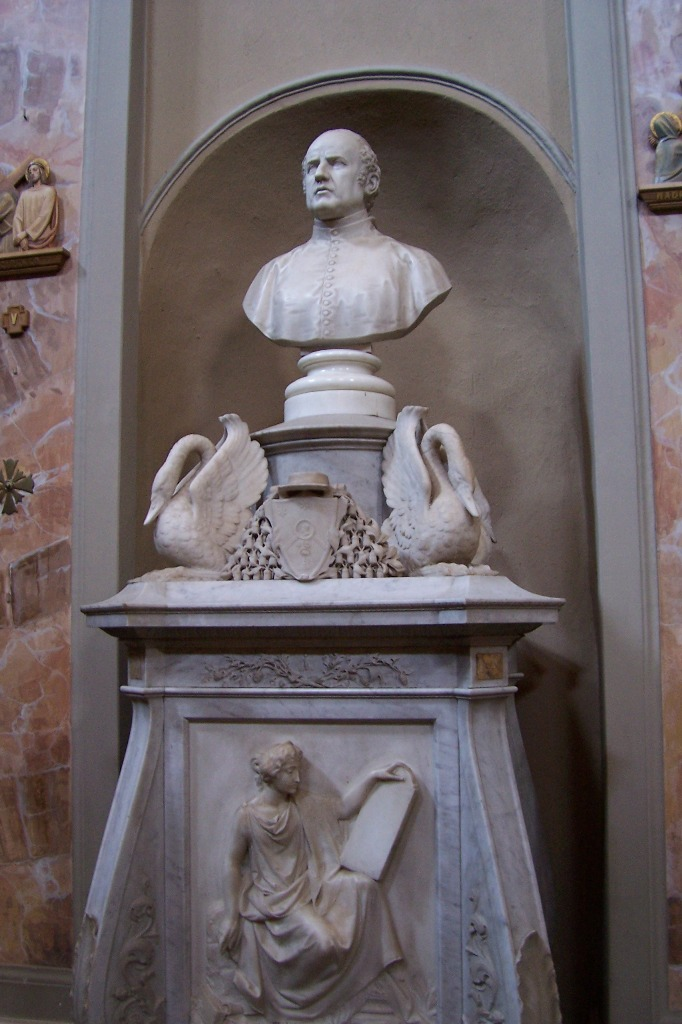
Schilpario, Busto di Angelo Mai

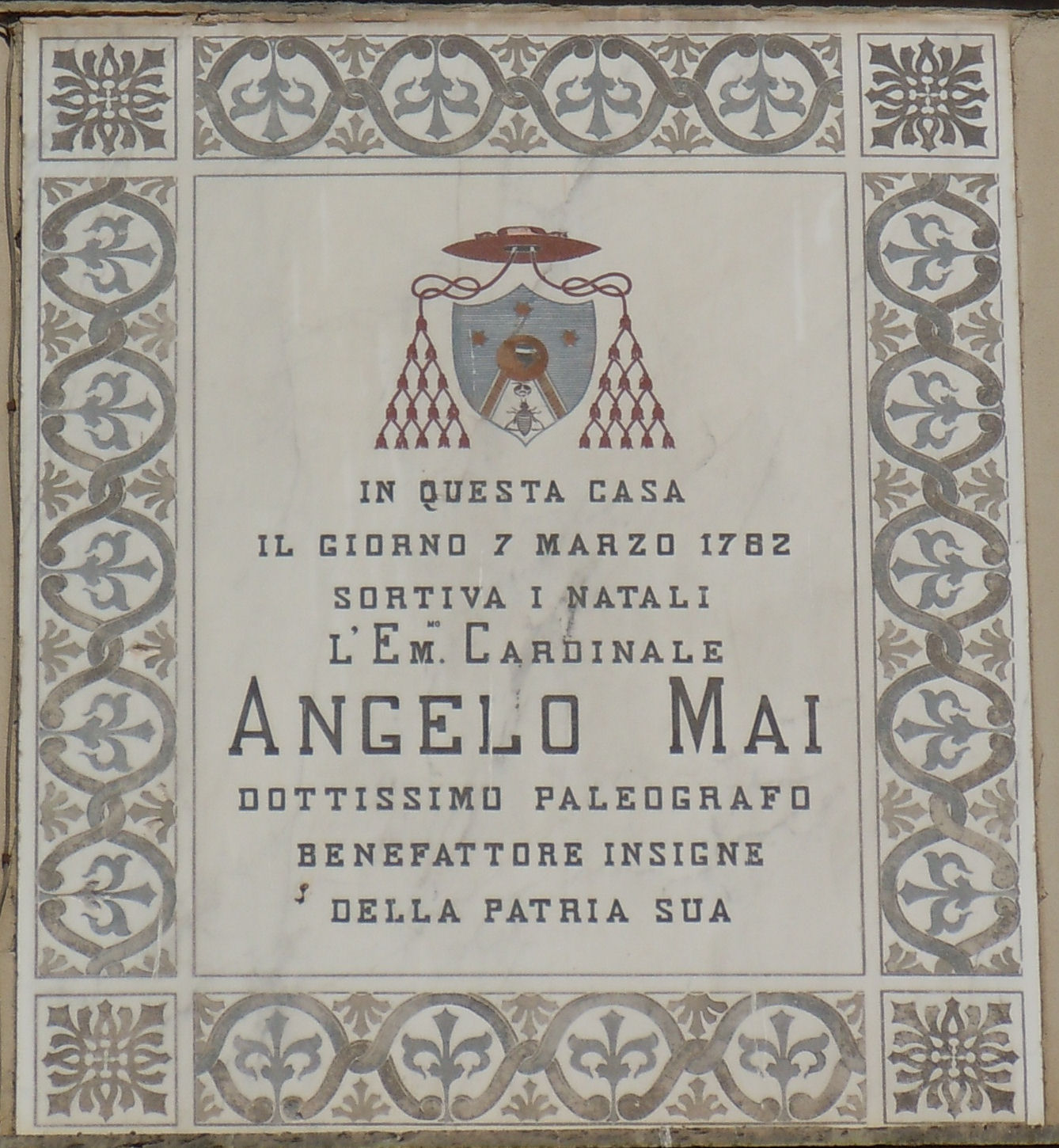
Lapide sulla casa natale

## L'ode di Leopardi
Nel gennaio del 1820, appena un mese dopo che Mai ebbe scoperto alcuni frammenti del terzo, quarto e quinto libro del "De re publica" di Cicerone, Giacomo Leopardi gli dedicò una notissima canzone, intitolata «Ad Angelo Mai».
Tra i due, sin dal 1816, era in corso un dialogo epistolare, composto da lettere piene di lodi del Mai verso l'erudizione del giovane Leopardi. Durante il soggiorno di Giacomo a Roma, nell'inverno 1822-1823, i due si conobbero di persona. L'incontro, tuttavia, non fece un'impressione molto positiva in Leopardi. Il Mai infatti, che nel frattempo era stato nominato primo custode della Biblioteca Vaticana, apparve un troppo fine "politico" che, come dice Giacomo in una lettera del 9 dicembre 1822 al padre: "è
gentilissimo con tutti, compiacentissimo in parole, politico in fatti; mostra
di voler soddisfare a ciascuno, e fa in ultimo il suo comodo".

## Intitolazioni
La biblioteca civica di Bergamo ne porta il nome, così come quella del Seminario Vescovile di Orvieto (poi sede succursale della diocesana di Todi) dove studiò in gioventù, mentre la casa di riposo per anziani del comune di Darfo Boario Terme in Val Camonica che ne ha il nome, facendo riferimento ad un Angelo Mai fu Fermo, benefattore di Schilpario, è dedicata non a lui ma ad un suo omonimo.
A Roma si trova inoltre un centro culturale che porta il nome dell'illustre letterato.